# Diplotaenia
Diplotaenia je biljni rod iz porodice štitarki raširen po Turskoj i Iranu. Opisan je kao monotipičan 1844. s vrstom Diplotaenia cachrydifolia, a danas je u njoj 5 priznatih vrsta.

## Vrste
1. Diplotaenia bingolensis M.Öztürk, A.Duran & Behçet
2. Diplotaenia cachrydifolia Boiss.
3. Diplotaenia damavandica Mozaff.
4. Diplotaenia hayri-dumanii Pimenov & Kljuykov
5. Diplotaenia turcica Pimenov & Kljuykov